# Pfarrkirche St. Gallenkirch

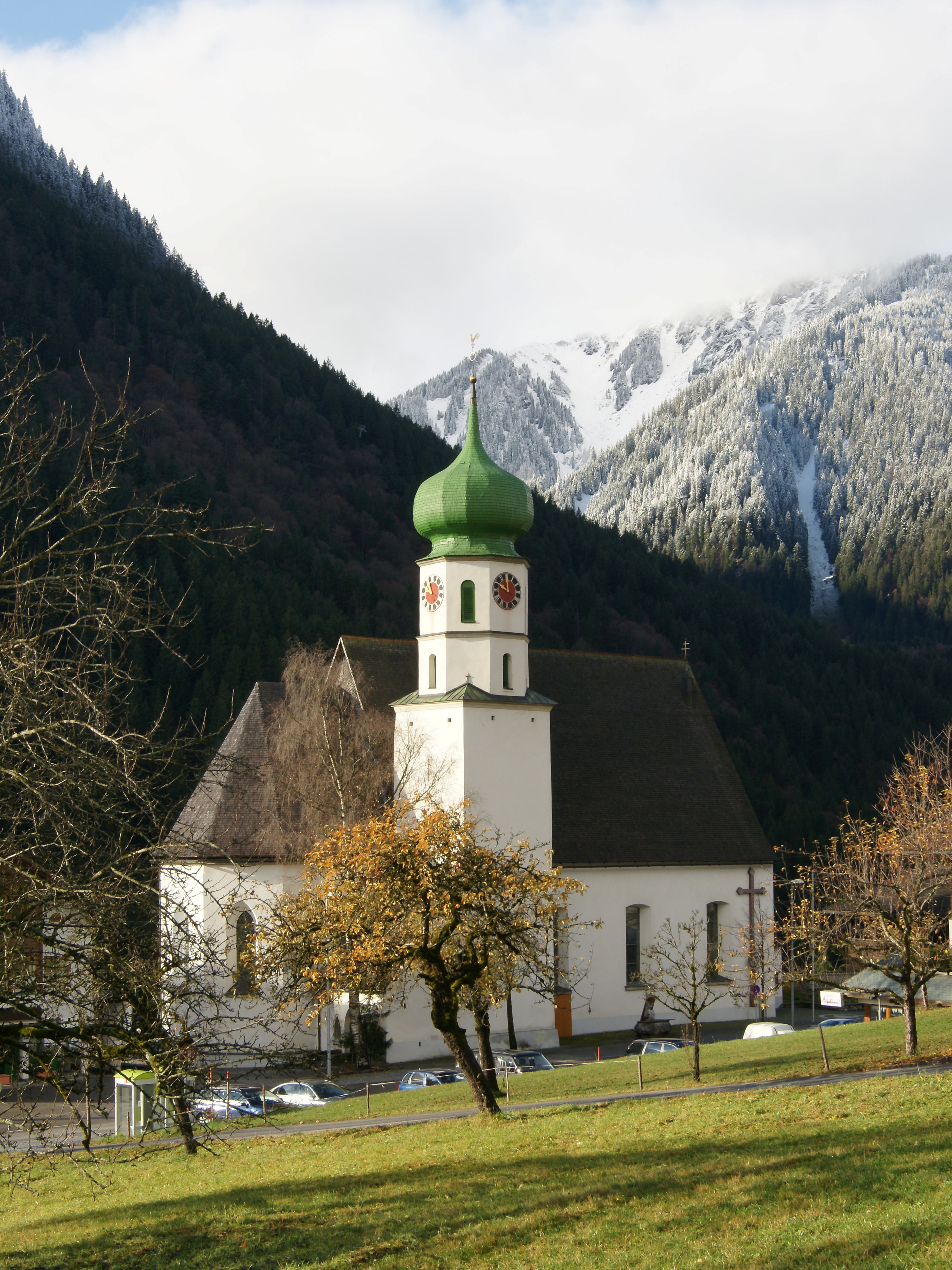
Pfarrkirche hl. Gallus (2008)

Die Pfarrkirche hl. Gallus ist eine römisch-katholische Kirche in der Gemeinde St. Gallenkirch im Montafon.
Die spätgotisch-barocke Pfarrkirche steht längs zur Straße in der Dorfmitte. Sie ist südlich von einem Friedhof umgeben.

## Geschichte
Anfangs eine Filiale der Laurentiuskirche in Bludenz stand an dieser Stelle 1307 eine Kapelle und Kaplanei, die 1474 mit der Errichtung einer Kirche im Jahre 1483 zur selbständigen Pfarrkirche erhoben wurde. Am 29. Juli 1483 weihte Weihbischof Johannes von Chur die drei Altäre ein (in diesem ersten Hochaltar, der zu Ehren des hl. Gallus geweiht war, wurden Reliquien der hl. Margareth, Ursula und Agnes eingeschlossen). 1587 erfolgte die kirchenrechtliche Abtrennung der Gemeinde Gaschurn von ankt Gallenkirch und Gaschurn wurde zur eigenen Pfarre. 1669 erfolgten eine Kirchenerweiterung und der Neubau des Turmes durch Matthias Steuw aus Schruns. 1720 wurde der Turm mit einer Turmzwiebel versehen und bis 1725 ein neues Langhaus gebaut. Von 1780 bis 1790 wurde die Kirche baulich verändert. In den Jahren 1952, 1968/69 und 1979 wurde die Kirche restauriert.

## Ablasskreuz

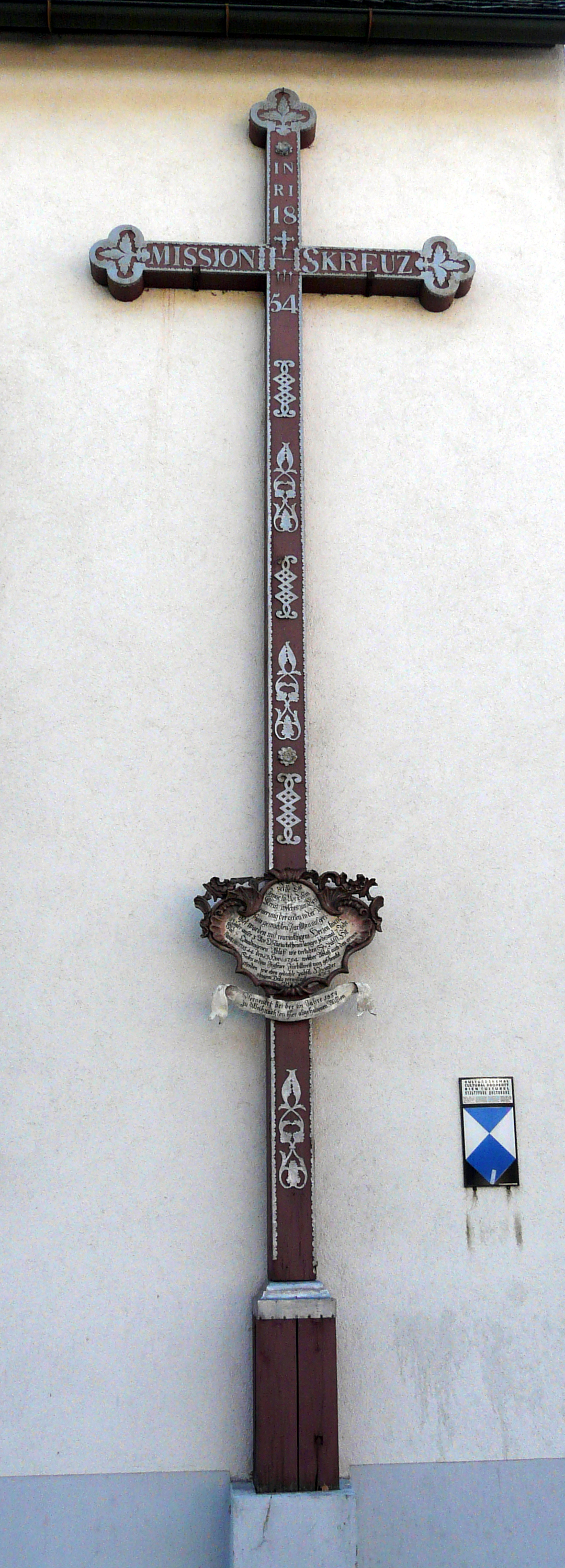
Ablasskreuz

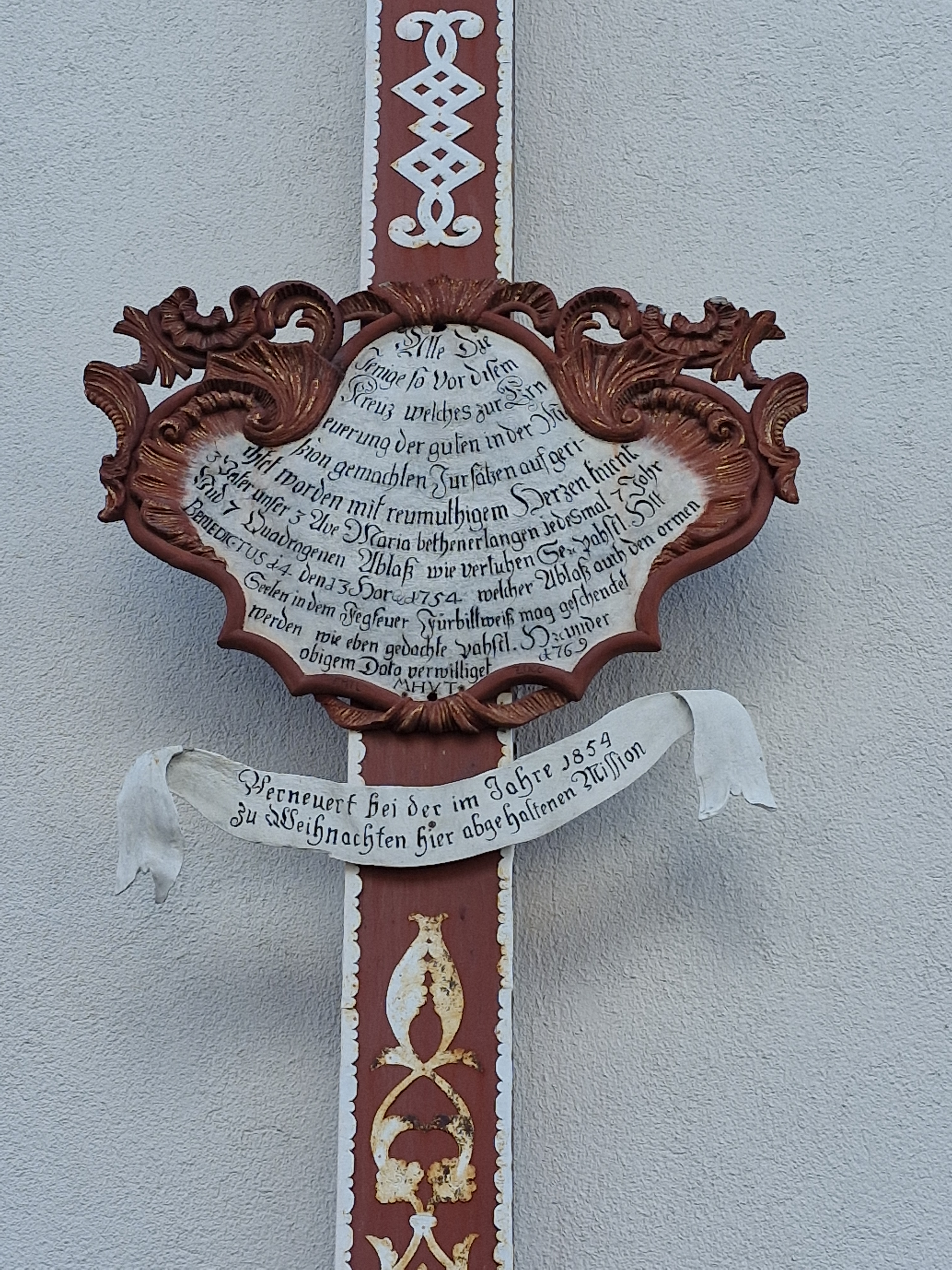
Tafel mit den zur Gewinnung des Ablasses nötigen Handlungen

Anlässlich der Volksmission zur 100-jährigen Wiederkehr des Erlasses des Quadragenen Ablasses wurde in 1854 das Kreuz errichtet.
Die Tafel erinnert an den Quadragenen Ablass, den der Papst Benedikt XIV. in 1754 verliehen hatte. Um einen Ablass für sieben Jahre zu gewinnen, waren drei Vater unser und drei Ave Maria zu beten.

## Architektur
Die Pfarrkirche hat ein Langhaus unter einem Satteldach und einen niedrigeren, eingezogenen Chor. Der 38 Meter hohe Nordturm       ist am Übergang von Langhaus und Chor angebaut. Die Westfassade hat eine Vorzeichen mit einem Flachdach. Die Fassaden sind ohne plastische Gliederung, im Süden des Langhauses ist ein Rundbogenportal mit Kehlung. Der Turm hat zwei achteckige Obergeschoße mit schmalen Rundbogenschallfenstern und eine Zwiebelhaube. Er gleicht damit dem Turm der Laurentiuskirche in Bludenz. An der Nordwand ist ein Ablasskreuz, bezeichnet mit MHVT 1769, zu einem Ablass von Papst Benedikt 1754.
Das vierjochige Langhaus hat ein Stichkappengewölbe auf breiten Wandpfeilern mit Pilasterauflage auf hohen Sockeln. Die Flachbogenfenster sind mit Stuckrocaillen und Blumengirlanden geschmückt. Die Westempore steht auf zwei Säulen. Der eingezogene Chorbogen ist mit Voluten und C-Schnörkeln auf Wandpfeilern versehen und trägt im Scheitel eine stuckgerahmte Uhr. Der zweijochige Chor mit Dreiachtelschluss und einem Stichkappengewölbe hat Spitzbogenfenster und Wandpilaster mit Bandlwerkdekor in den vertieften Feldern.

## Ausstattung

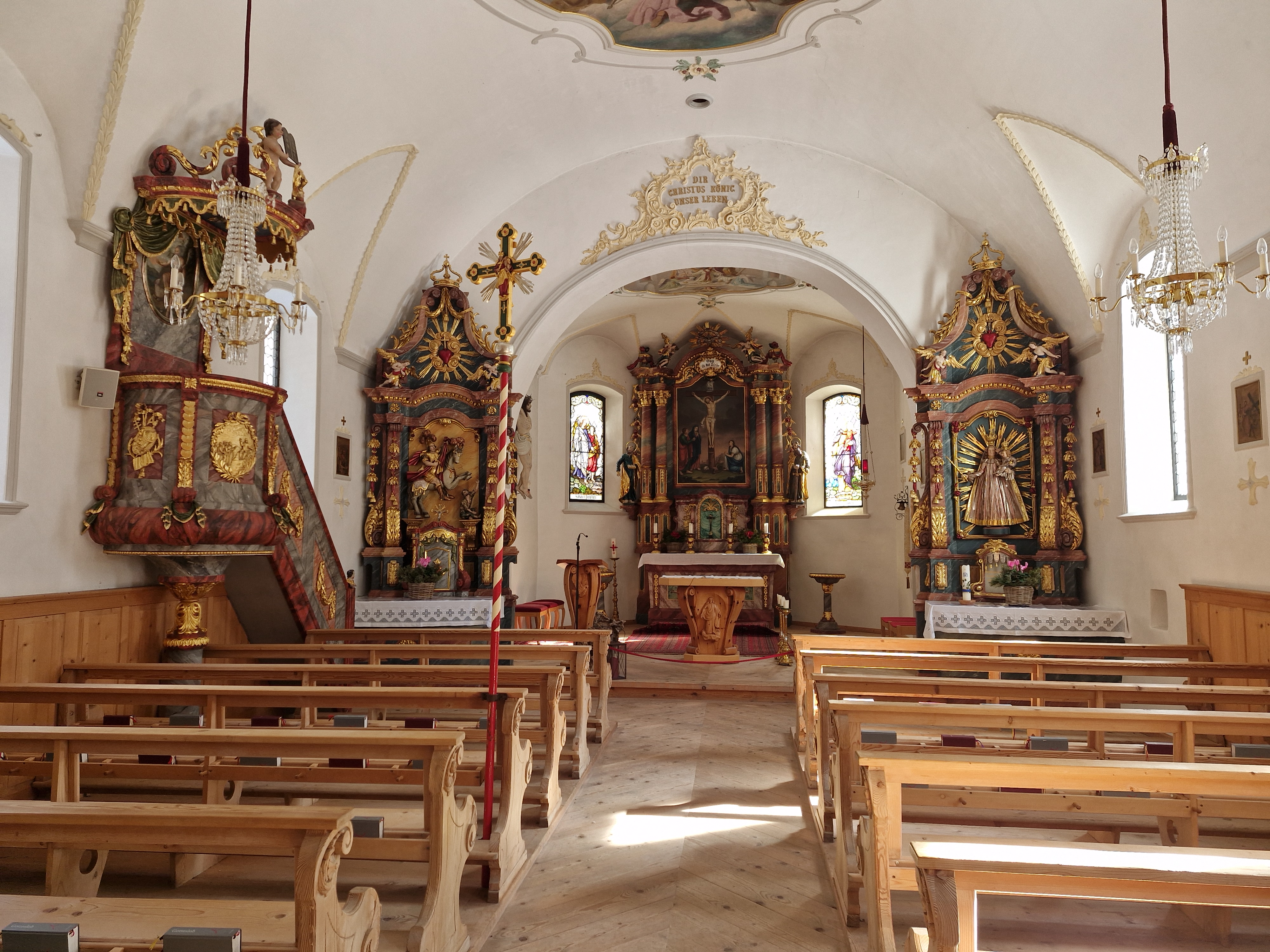
Das Langhaus der Kirche mit Kanzel, Hochaltar und Seitenaltären.

Die barocken Deckengemälde schuf 1774 der Maler Christoph Klausner aus der Gegend um Kufstein unter dem Pfarrer Christian Lentsch, im Chor: die Verehrung der Eucharistie, links Abraham und Isaak, rechts Maria mit Kind und Engel, vorne das Herz Jesu, hinten die Waage der Gerechtigkeit, im Langhaus: die Anbetung der Könige, Ester vor Ahasver, Judith und Holofernes, König David, und Szenen aus dem Alten Testament als Vorbilder für Christus und Maria. Als Stifter der Fresken wurde Jos. Bargehr Müller genannt.
Bei der Restaurierung der Pfarrkirche im Jahr 1996 konnten in den Gewölbezwickeln zudem bemerkenswerte gotische Fresken (ca. 1500) freigelegt werden.
- Ursünde im Paradies

Verlust der übernatürlichen Freundschaft mit Gott
- Gott übergibt die Tierwelt in die Verfügung des Menschen
- Vertreibung der Stammeltern aus dem Paradies

Gott vertreibt die bekleideten Stammeltern und gewährt diesen die natürliche Vorsehung
- Anbetung der Weisen
- Maria Heimsuchung
- Taufe Jesu am Jordan durch Johannes den  Täufer[3]

Die Glasmalerei schuf 1898 die Tiroler Glasmalereianstalt, im Chor links Antonius, rechts Franziskus, im Langhaus die Heilige Familie.
Hochaltar und Seitenaltäre wurden 1786 geweiht. Der Hochaltar mit vier Säulen auf einem geschwungenen Grundriss zeigt als Altarbild den Heiligen Gallus. Dieser wirft in Anwesenheit eines Alemannenfürsten eine Götzenstatue in den Bodensee. Das Bild wurde 1862 von Franz Bertle gemalt und ist während des Osterfestkreises an der rechten Wand des Presbyteriums. Das 1996 freigelegte Ostfenster zeigt den Weinstock Christi unter der Sonne des Heiligen Geistes. Das Oberbild aus 1862 zeigt Gottvater. Die Figuren zeigen links Augustinus und rechts Ambrosius. Der neue Tabernakel mit Kruzifix ist aus dem 20. Jahrhundert. Der Hochaltar wurde um 1785 mit Beichtstühlen ergänzt und mit Darstellungen einer ehernen Schlange, dem goldenen Kalb und den Gesetzestafeln versehen. Die Beichtstühle zeigen reichen Rokokoschmuck. Die Inschriften nehmen Bezug zur ehernen Schlange: ich bin bissen, hier wirst du kuriert und zum goldenen Kalb mit den Geboten Gottes: ich bin irre gelofen, komm hier wird dir geholfen. Der linke Seitenaltar (1787) trägt die Figur des hl. Josef, der rechte Seitenaltar (1788) die Figur der Rosenkranzmadonna, beide von Franz Burger. Dieser Altar ist der Altar der Rosenkranz-Bruderschaft, die 1639 von Pfarrer Moritz Wolf gegründet wurde. Links ist der hl. Dominikus, rechts die hl. Katharina von Siena zu sehen. Über der Kartusche ist ein Relief der hl. Agnes geschnitzt. Beide Seitenaltäre haben ein Vorsatzkruzifix, geschaffen von Josef Anton Stocker um 1900.

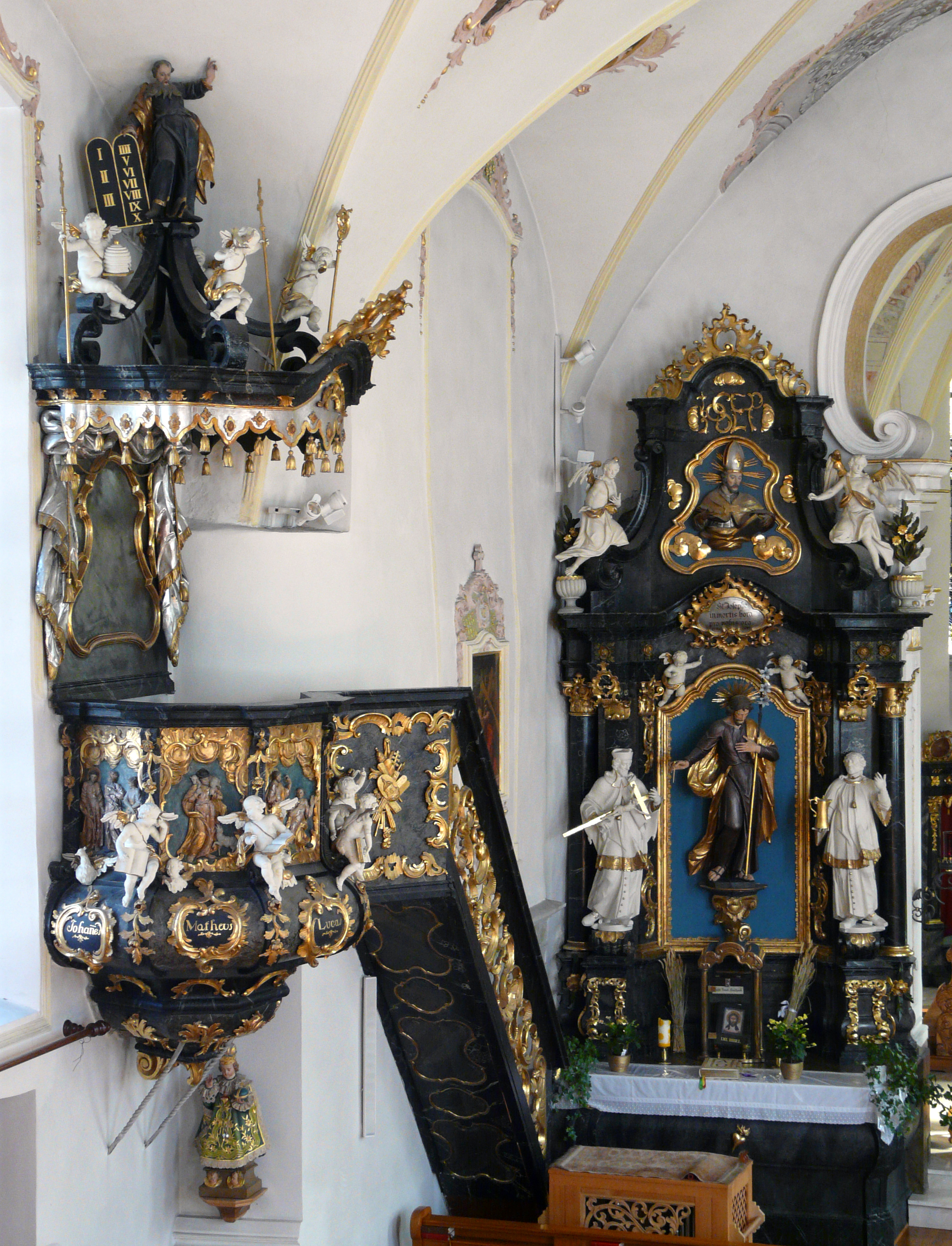
Die Kanzel

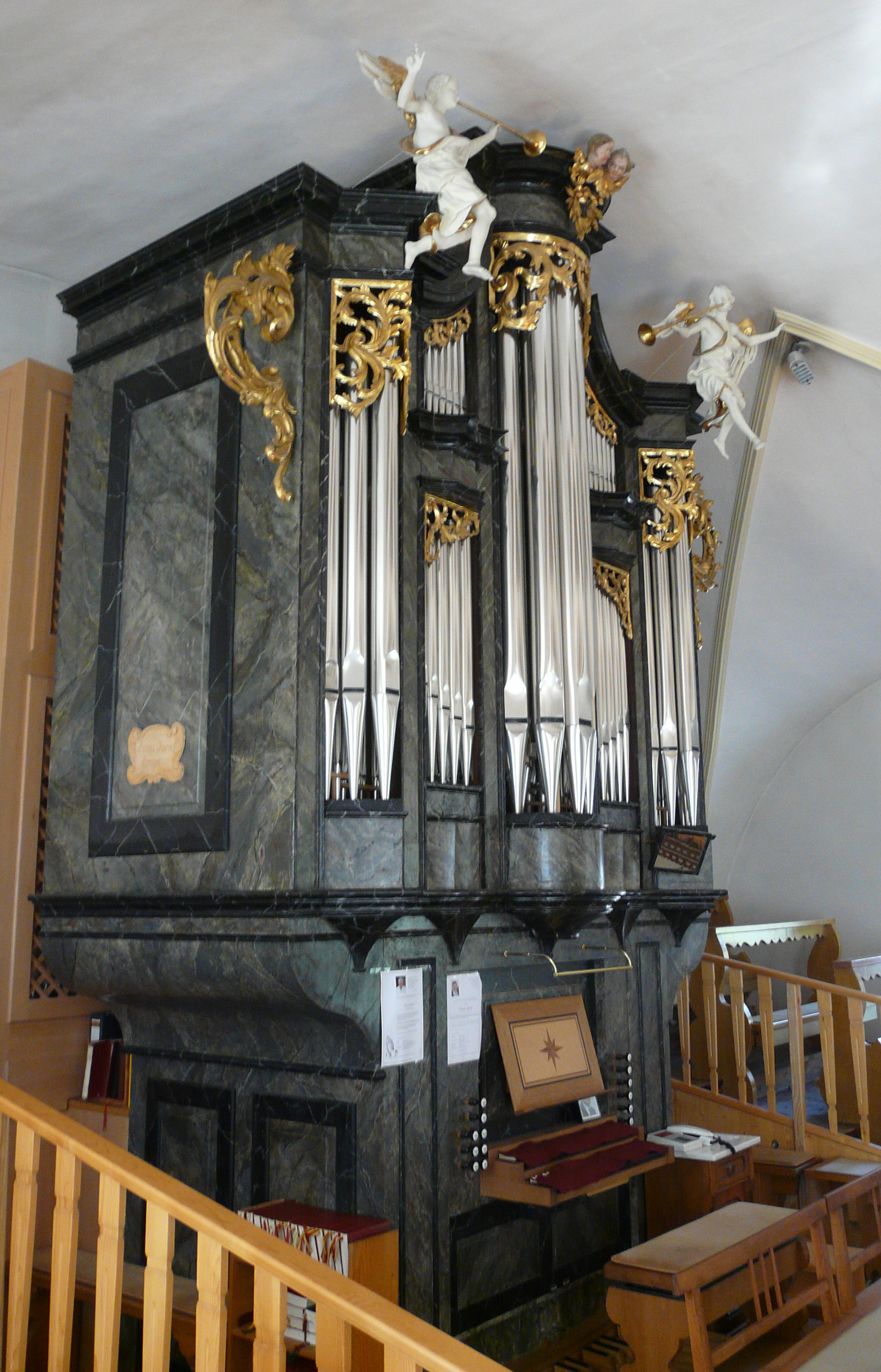
Die Orgel entstand um 1787

Das Chorgestühl mit Schuppenleisten und einem gesprengten Giebel ist aus 1680. Die Kanzel, um 1787, zeigt die Vermählung Mariens, den Guten Hirten, Christus und Maria, Christus und Magdalena. Sie wird Josef Anton Renn zugeschrieben. Am Schalldeckel sind Putten mit Symbolen der vier Kirchenväter und der Figur Moses von Josef Georg Witwer. Das Gemälde an der Emporenbrüstung um 1780 zeigt die 12 Apostel. Die Kreuzwegstation in Stuckrahmen malte 1914 Wilhelm Mathies (Führich-Kopien).
Die Orgel mit Gehäuse mit Rocailledekor und zwei Posaunenengeln entstand in den 1780ern. Sie wurde in den Jahren 2000 und 2001 von Pflüger Orgelbau erneuert, indem ein vollkommen neues Orgelwerk in das prächtige Orgelgehäuse eingebaut wurde. Am Chorpfeiler ist ein Wappengrabstein zu Arco Francisus Lertlin (1655–1739). Eine Glocke goss 1560 Michael Hafner, eine zweite goss 1705 Andreas a Porta. In der Vorhalle steht eine Figurengruppe: ein Kruzifix mit Maria und Johannes vom Bildhauer Johann Ladner um 1770.
Spätgotische Skulpturen der Pfarrkirche, darunter die Heiligenfigur Luzius von Chur, Patron der Diözese Chur, befinden sich im Vorarlberger Landesmuseum.
Die Aufbahrungshalle am Friedhof wurde 1972 von Konrad Honold mit Betonglasfenstern und einem Mosaik Auferstandener versehen.

## Glocken
Drei Glocken der Kirche mussten im Ersten Weltkrieg abgeliefert werden. Das 1923 angeschaffte Geläut (drei Glocken) musste während des Zweiten Weltkriegs wiederum abgeliefert werden. 1949 wurde von der Fa. Grassmayr in Innsbruck ein neues Geläut gekauft und mit einem elektrischen Antrieb versehen.
Im Glockenturm befinden sich fünf Bronzeglocken:
- Die Hauptglocke aus dem Jahr 1705 mit 135 cm Durchmesser und einem Gewicht von rund 1500 Kilogramm. Diese Glocke ist auf dis gestimmt.
- die nächstkleinere Glocke wurde 1949 gegossen, hat einen Durchmesser von rund 110 cm und ein Gewicht von 743 Kilogramm. Die Glocke ist auf fis gestimmt.
- die mittlere Glocke wurde 1949 gegossen, hat einen Durchmesser von 98 cm und ein Gewicht von 545 Kilogramm. Diese Glocke ist auf gis gestimmt.
- die zweitkleinste Glocke wurde ebenfalls 1949 gegossen, hat einen Durchmesser von 82 cm und ein Gewicht von 297 Kilogramm. Die Glocke ist auf h gestimmt.
- die kleinste Glocke (Totenglocke) wurde 1560 gegossen, hat einen Durchmesser von 61 cm und ein Gewicht von rund 120 Kilogramm.